# نهائي الدوري الأوروبي 2018
نهائي الدوري الأوروبي 2018 هو الموسم السابع والأربعون من بطولة أوروبا الثانوية لأندية كرة القدم المنظمة من طرف الإتحاد الأوروبي لكرة القدم، والموسم التاسع بعد إعادة تسميتها من كأس الاتحاد الأوروبي إلى الدوري الأوروبي، سيلعب النهائي يوم 16 مايو 2018 على ملعب الأضواء في ديسين-شاربيو بفرنسا.
سيتأهل الفائز بالبطولة لمواجهة بطل دوري أبطال أوروبا 2017–18 في كأس السوبر الأوروبي 2018 المقرر إقامتها في إستونيا، كما سيتأهل لمرحلة المجموعات من دوري أبطال أوروبا 2018–19.

## الملعب
تم الإعلان عن ملعب الأضواء كمكان للنهائي في 9 ديسمبر 2016، بعد قرار اجتماع اللجنة التنفيذية للإتحاد الأوروبي لكرة القدم في نيون بسويسرا، حيث تعد هذه المباراة هي الأولى من نوعها التي سيستضيفها هذا الملعب، بعدما كان قد استضاف سنة 2016 6 مباريات من بطولة أوروبا.
ملعب الأضواء هو المعقل الرسمي للنادي الفرنسي أولمبيك ليون؛ حيث تصل سعته الجماهيرية إلى 59.186.

## المباراة
| مارسيليا | 0–3   | أتلتيكو مدريد                 |
| -------- | ----- | ----------------------------- |
|          | تقرير | - غريزمان 21'، 49' - غابي 89' |